# Northern Line (Sri Lanka)
Pour l’article homonyme, voir Northern Line.
La Northern Line est une ligne ferroviaire sri-lankaise qui relie la capitale au nord du pays. Elle a été fermée en 1990 à cause de la guerre civile, puis elle a été rouverte progressivement en 2013 (Kilinochchi), 2014 (Jaffna), et enfin entièrement rouverte en janvier 2015 (Kankesanthurai (en)).